# SD Teucro
SD Teucro er en håndboldklub, der kommer fra Pontevedra i Galicien i Spanien. Holdet spilledei Liga ASOBAL i sæsonen 2008/2009.

## Halinformation
- Navn: – Pavillón Municipal
- By: – Pontevedra
- Kapacitet: – 3.500 tilskuere
- Adresse: – Rúa J.M. Pintos s/n